# Manaquiri
Manaquiri é um município brasileiro localizado na Região Metropolitana de Manaus, no estado do Amazonas. De acordo com estimativas do Instituto Brasileiro de Geografia e Estatística (IBGE) em 2021, sua população era de 33 981 habitantes.

## Infraestrutura

### Saúde
O município possuía, em 2009, 3 estabelecimentos de saúde, sendo todos estes públicos municipais ou estaduais, entre hospitais, pronto-socorros, postos de saúde e serviços odontológicos. Neles havia 12 leitos para internação. Em 2014, 85,97% das crianças menores de 1 ano de idade estavam com a carteira de vacinação em dia. O índice de mortalidade infantil entre crianças menores de 5 anos, em 2016, foi de 15,81 indicando uma redução em comparação a 2000, quando o índice foi de 44,72 óbitos a cada mil nascidos vivos. Entre crianças menores de 1 ano de idade, a taxa de mortalidade reduziu de 28,46 (2000) para 15,81 a cada mil nascidos vivos, totalizando, em números absolutos, 57 óbitos nesta faixa etária entre 2000 e 2016. No mesmo ano, 18,58% das crianças que nasceram no município eram de mães adolescentes, a menor incidência entre os municípios amazonenses. Conforme dados do Sistema Único de Saúde (SUS), órgão do Ministério da Saúde, a taxa de mortalidade devido a acidentes de transportes terrestres registrou 6,82 óbitos em 2016, revelando um aumento comparando-se com o resultado de anos anteriores, quando não se registrou nenhum óbito neste indicador. Ainda conforme o SUS, baseado em pesquisa promovida pelo Sistema de Informações Hospitalares do DATASUS, não houve internações hospitalares relacionadas ao uso abusivo de bebidas alcoólicas e outras drogas, entre 2008 e 2017.
A taxa de mortalidade infantil média na cidade é de 25,75 para 1.000 nascidos vivos. Em 2016, 75% das mortes de crianças com menos de um ano de idade foram em bebês com menos de sete dias de vida. Óbitos ocorridos em crianças entre 7 e 27 dias de vida não foram registrados. Outros 25% dos óbitos foram em crianças entre 28 dias e um ano de vida. No referido período, houve 2 registros de mortalidade materna, que é quando a gestante entra em óbito por complicações decorrentes da gravidez. O Ministério da Saúde estima que 100% das mortes que ocorreram em 2016, entre menores de um ano de idade, poderiam ter sido evitadas, especialmente pela adequada atenção à saúde da gestante, bem como pela adequada atenção à mulher durante o parto. Cerca de 82,5% das crianças menores de 2 anos de idade foram pesadas pelo Programa Saúde da Família em 2014, sendo que 0,1% delas estavam desnutridas.
Manaquiri possuía, até 2009, estabelecimentos de saúde especializados em clínica médica, obstetrícia, traumato-ortopedia, psiquiatria, pediatria e outras especialidades médicas, e nenhum estabelecimento de saúde com especialização em cirurgia bucomaxilofacial ou neurocirurgia. Dos estabelecimentos de saúde, apenas 1 deles era com internação. Até 2016, havia 17 registros de casos de HIV/AIDS, tendo uma taxa de incidência, em 2016, era de 3,41 casos a cada 100 mil habitantes, e a mortalidade, em 2016, de 0 óbitos a cada 100 mil habitantes. Entre 2001 e 2012 houve 52 casos de doenças transmitidas por mosquitos e insetos, sendo as principais delas a dengue e a leishmaniose.